# Петропавловская (Чечня)
Петропавловская (чечен. Чурт-тогӏи) — станица в Грозненском районе Чеченской Республики. Административный центр Петропавловского сельского поселения.

## География
Станица расположена у восточной оконечности Терского хребта, в междуречье Сунжа и Алханчуртского канала, в 8 км к северо-востоку от города Грозный.
Ближайшие населённые пункты: на северо-западе — село Толстой-Юрт и станица Горячеисточненская, на севере — село Виноградное, на востоке — станица Ильиновская, на юге — село Беркат-Юрт и на западе — село Алхан-Чурт (ныне в составе города Грозный).

## История

### В древности
В районе населённого пункта выявлено множество археологических памятников, среди них:
- Петропавловское 1-е городище (последние века до н. э. и ранний период аланской культуры)
- Петропавловское 2-е городище (последние века до н. э. и ранний период аланской культуры)
- Петропавловское поселение.

Петропавловское 1-е городище назодится в 3 км к востоку от станицы, на левом берегу Сунжи, защищено мощными рвами.
Петропавловское 2-е городище располагалось на левом берегу Сунжи, в 2,5-3 км западнее от станицы. Открыто Подгаецким в 1938 году. С юга городище ограничено береговым склоном в пойму реки, с севера располагался широкий ров глубиной 5—6 метров, огибая городище с восточной и западной сторон.
Петропавловское поселение выявлено восточнее от станицы на левом берегу Сунжи Севостьяновым в 1950 году. По находкам учёные сделали вывод об однослойности поселения. Толщина культурного слоя составило 0,5 м. Памятник датируется скифским временем.

### XIX—XX века
Станица была основана в 1857 году, на месте разоренного чеченского селения Чертугай(чечен. Чур-ТогӀе), который по местным преданиям, был основан тейпом Шикарой.
Согласно преданиям современное название «Петропавловская» связано с христианской церковью, построенной в честь святых Петра и Павла.
До 1934 года Петропавловская была административным центром Петропавловского района Чечено-Ингушской автономной области.
1 августа 1934 года ВЦИК постановил образовать в Чечено-Ингушской автономной области новый Грозненский район с центром в городе Грозном, включив в его границы территорию ликвидируемого Петропавловского района.

## Население
| 1990  | 2002  | 2010  | 2012  | 2013  | 2014  | 2015  |
| ----- | ----- | ----- | ----- | ----- | ----- | ----- |
| 3226  | ↗3678 | ↗4303 | ↗4346 | ↘4336 | ↗4418 | ↗4516 |
| 2016  | 2017  | 2018  | 2019  | 2020  | 2021  | 2023  |
| ↗4641 | ↗4739 | ↗4804 | ↗4881 | ↗5005 | ↗5669 | ↗5809 |
| 2024  |       |       |       |       |       |       |
| ↗5836 |       |       |       |       |       |       |

Национальный состав
По данным Всероссийской переписи населения 2010 года:
| № | Национальность | Численность, чел. | Доля    |
| - | -------------- | ----------------- | ------- |
| 1 | чеченцы        | 4259              | 98,98 % |
| 2 | русские        | 41                | 0,95 %  |
| 3 | другие         | 3                 | 0,07 %  |

## Образование
- Петропавловская муниципальная средняя общеобразовательная школа[28].

## Известные уроженцы
- Чевола Никифор Дмитриевич — ветеран Великой Отечественной войны, Герой Советского Союза.
- Григорьев Ефим Иванович — ветеран Великой Отечественной войны, Герой Советского Союза.
- Григорьев Василий Ефимович — ветеран Великой Отечественной войны.